# تریومف ۱۰/۲۰
تریومف ۱۰/۲۰ (Triumph ۱۰/۲۰) خودرویی است که در سال‌های ۱۹۲۳ تا ۱۹۲۶۲۵۰۰ made (see text)تولید شده‌است.
موتور آن ۱۳۹۳ سی‌سی سیستم جعبه‌دندهٔ آن دنده به صورت دستی است.